# Башня Освобождения (Кувейт)
Башня Освобождения — башня высотой 372 метра, которая является символом освобождения Кувейта от Ирака.
Фасад башни от основания до высоты 308 метров выложен керамической плиткой. Два из 18 скоростных лифтов помещены в стеклянные шахты, что позволяет насладиться великолепным видом во время подъема или спуска. В башне расположено 6 этажей с офисами, коммуникационный центр с залом для высокопоставленных лиц, вращающаяся смотровая площадка и ресторан.

## История
Первоначально башня носила название «Телекоммуникационная Башня Кувейта», позже было изменено на нынешнее. Её строительство было начато перед нападением Ирака на Кувейт и продолжено после оккупации.

## Галерея

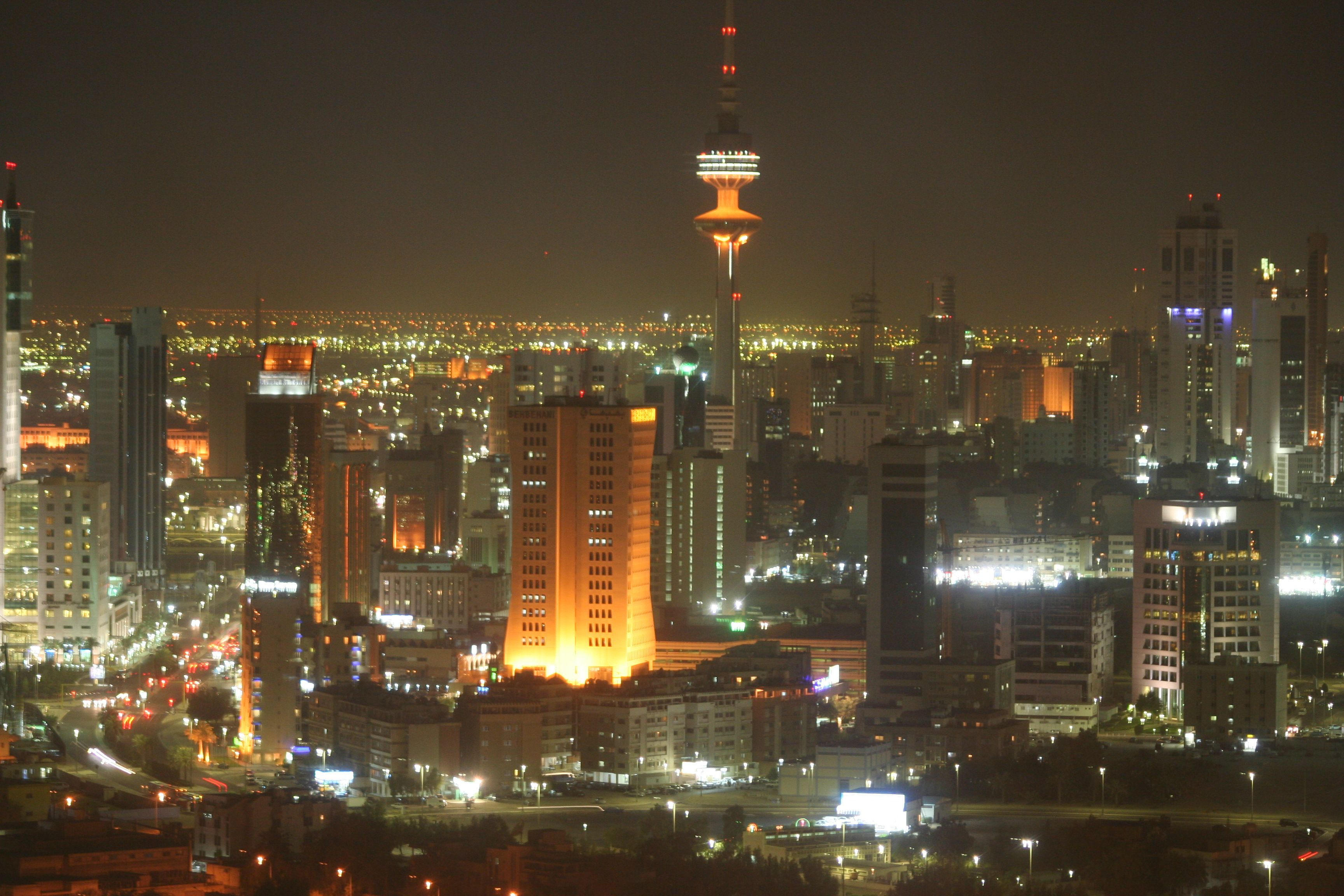